# Перегрупування Мак Лафферті
Перегрупування Мак Лафферті (англ. McLafferty rearrangement) — у мас-спектрометрії — β-розщеплення, яке супроводжується специфічним переносом γ-атома Н в шестичленному перехідному стані мононенасичених систем незалежно від положення заряду й від механізму — радикальний чи йонний.
Приклад перегрупування Мак Лафферті: